# Mýrasýsla

Mýrasýsla

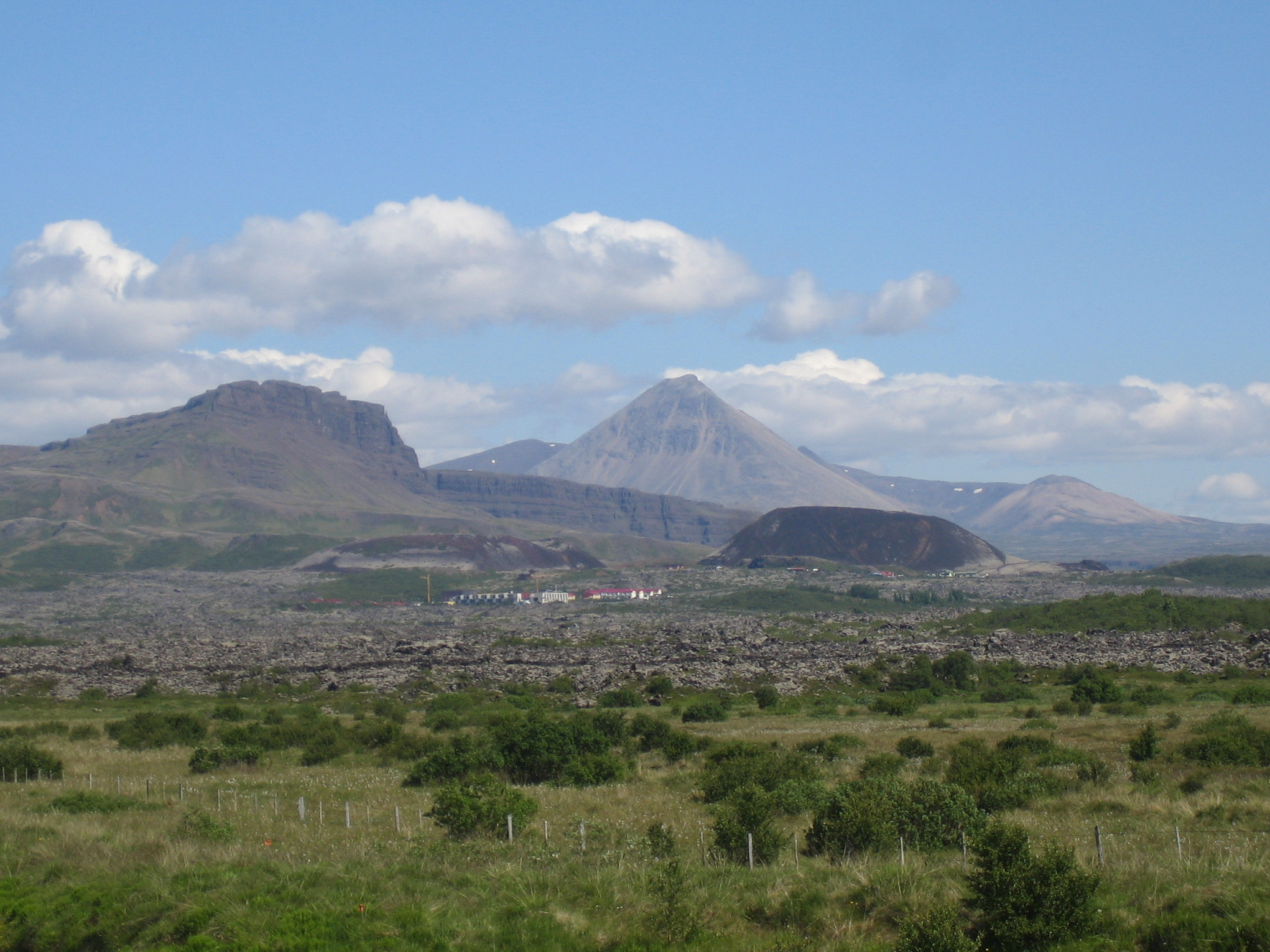
Im Mýrasýsla, die Wirtschaftshochschule Bifröst hinter dem Lavafeld Grábrókarhraun

Der alte Bezirk Mýrasýsla (auch Mýrar) liegt in Island. Er befindet sich im Westen des Landes bei der Stadt Borgarnes und hat eine Größe von etwa 3270 km². Es handelt sich um eine isländische Verwaltungseinheit.

## Gebietsgrenzen
Das Gebiet Mýrarsýsla reicht in einem länglichen Streifen mit Hauptausrichtung West-Ost von der Bucht Faxaflói (Westgrenze) bis in die Gegend des Lavafeldes Hallmundarhraun. 
Es umfasst den Strand vom Borgarfjörður über das Sumpfland Mýrar bis zum Hof Brúarfoss, reicht von da nach Nordosten bis zum See Hítarvatn, wo es einen Knick macht und sich von da nach Osten erstreckt über den Pass Brattabrekka bis zum Berg Tröllakirkja auf der Holtavörðuheiði, über die Arnarvatnsheiði, wo die Grenze nördlich des Úlfsvatn verläuft bis zu den Fljótsdrög auf der Nordwestseite des Gletscherschildes Langjökull.
Im Süden bildet zunächst der Borgarfjörður die Grenze (daher zunächst Verlauf nach Nord-Ost), dann folgt aber die Grenze dem Fluss Hvíta nach Osten und erreicht südlich des Passes Flosaskarð und des Gletschers Eiríksjökull den Gletscher Langjökull, der auch die Ostgrenze von Mýrasýsla darstellt.

## Geschichtliche Voraussetzungen
Dabei folgt man einem alten Besiedelungsmuster: In der Zeit der Landnahme konnten sich die Clanchefs, wie sie es von Norwegen her gewohnt waren, immer einen Streifen Land sichern, der von einem Küstenstück aus ins Hinterland reichte. Hier handelt es sich mehr oder weniger um das Gebiet, das sich laut Landnahmebuch der Clanchef Skalla-Grímr Kveldúlfsson im 9. Jahrhundert sicherte, der die Gegend mit seinen Leuten besiedelte. 
Das eigentliche Gebiet Mýrar (dt. „Sümpfe“) reicht nur vom Meer bis etwas nordöstlich von Borgarnes. Dass man manchmal die Verwaltungseinheit aber auch so bezeichnete, obwohl sie viel größer ist, hat einerseits historische Gründe: Der Hof des Gebietschefs war Borg í Mýrum beim heutigen Borgarnes. Andererseits handelt es sich auch beim Großteil des Gebietes um niedrig gelegene Feuchtgebiete.

## Detaillierte Beschreibung
Die Strände dieses Küstenabschnitts einschließlich des Borgarfjörður galten immer schon als gefährlich für die Schifffahrt, sind sie doch aufgrund des eiszeitlichen Vulkanismus in der Gegend (siehe Hafnarfjall, Skarðsheiði), voller Riffe und Schären. Ein berühmter Schiffbruch wird in einer Saga erzählt: Böðvar, der Sohn des Egill Skallagrímsson kommt auf dem Fjord um.
Einige Inseln sind vorgelagert und waren in früheren Zeiten bewohnt.
Nahe dem Meer findet man vor allem flaches Moorland mit Seen und Teichen sowie vielen vom Eiszeitgletscher und anderen Erosionsformen zugeschliffenen Basaltfelsen. Dieses Moorland galt in früheren Zeiten als schwer zu überqueren.
Nach Osten schließt sich moderates Bergland mit von Gletschern geschliffenen sanft gerundeten Tälern an (Þverádalur, Hvítárdalur etc.). Schließlich geht dieses ins unbewohnte Hochland über mit Teilen von Tvídægra, der Arnarvatnsheiði und dem Hallmundarhraun, wo sich dann auch die großen Gletscherschilde Eiríksjökull und Langjökull befinden.
Einige größere Flüsse wie die Norðurá und die Hvítá liegen in dem Gebiet. Sie sind wie auch die Þverá als sehr gute Lachsflüsse bekannt. In den Seen und Teichen kann man Forellen angeln.

## Geologie
Die Geologie des Borgarfjörður ist vielseitig.
Hier verlief vor etwa 12 Millionen Jahren die damalige Riftzone mit aktivem Vulkanismus. Das Gebiet ist deswegen immer wieder von Erdbeben betroffen und von vielen Spalten durchzogen. Diese bewirken auch das Aufsteigen von Erdwärme und sind damit Grund dafür, dass hier das größte Niedrigtemperaturgebiet des Landes liegt. Bekannte heiße Quellen finden sich vor allem im Reykholtsdalur (Deildartunguhver etc.).
Ein 4 Millionen Jahre alter Zentralvulkan findet sich am Hallarmúli.
Neuzeitlicher Vulkanismus reicht in der Nähe des Vulkans Baula von Snæfellsnes aus in das Gebiet hinein. Hier finden sich die nördlichsten Ausläufer des Systems der Ljósufjöll in Form der Grábrókkrater bei Bifröst.

## Orte
Der Hauptort des Gebietes ist Borgarnes. Kleinere Orte der Gegend wie Hvanneyri und Reykholt wurden inzwischen mit Borgarnes in der größeren Verwaltungsgemeinde Borgarbyggð zusammengefasst.